# Mårten Trotzigs gränd

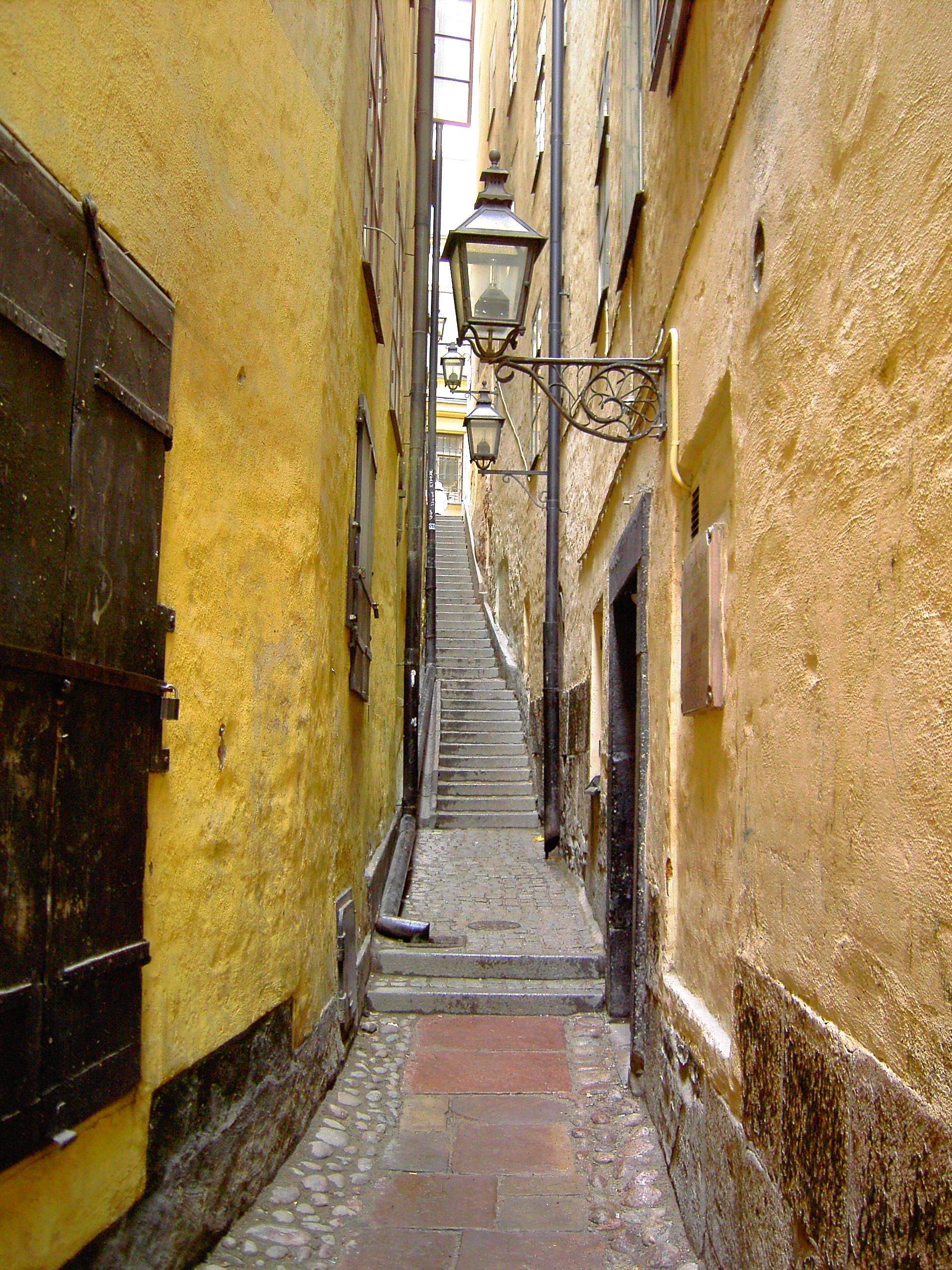
Mårten Trotzigs Gränd

Mårten Trotzigs gränd – ulica w Sztokholmie w dzielnicy Gamla stan.
Jest to najwęższa uliczka w mieście mająca 90 cm szerokości. Rozciąga się ona na 36 stopniach schodów. Od połowy XIX w. do 1945 uliczka była zagrodzona z obydwu końców i niedostępna.
Upamiętnia ona swą nazwą niemieckiego kupca Mårtena Trotziga, który miał przy tej uliczce nieruchomości w końcu XVI wieku.